# Бранкателли, Джанфранко
Джанфра́нко Бранкате́лли (итал. Gianfranco Brancatelli, 18 января 1950 года, Турин) — итальянский автогонщик, участник чемпионата мира по автогонкам в классе Формула-1. Чемпион Европы по автогонкам туринговых автомобилей 1985 года, чемпион Италии по автогонкам туринговых автомобилей 1988 года.

## Биография
Начал заниматься автогонками в 1973 году, выступая в итальянской «Формуле-Абарт», чемпионом которой стал в 1974 году. В 1975 году стал вице-чемпионом итальянской Формулы-3, в том же году стартовал в чемпионате Европы Формулы-3. В 1976 году провёл полный сезон в европейской Формуле-3, одержал две победы в Манторпе и Валлелунге, стал бронзовым призёром первенства. В 1977-1978 годах стартовал в чемпионате Формулы-2, также принимал участие в европейском чемпионате спортивных автомобилей. В 1979 году принял участие в двух Гран-при Формулы-1 за рулём автомобиля команды Kauhsen, оба раза не прошёл квалификацию. В том же году на этапе Формулы-1 в Монако участвовал в Гран-при за рулём автомобиля Merzario и также не прошёл квалификацию. Позже принимал участие в гонках туринговых автомобилей[уточнить] за рулём «Альфа-Ромео», БМВ, «Вольво», одержал три победы в 1982-1984 годах. В 1985 году стал чемпионом Европы по турингу, после чего перешёл в гонки спорткаров, выступая за команду TWR. В 1987 году перешёл в команду «Брун Моторспортс», с которой стал серебряным призёром гонки «24 часа Дейтоны» 1987 года. В том же году вернулся в гонки туринговых автомобилей, в 1988 году стал чемпионом Италии по турингу. Выступал в различных гонках спортивных и туринговых автомобилей до 1999 года.

## Результаты выступлений в Формуле-1
| Легенда к таблице |                                                                    |
| --- | ------------------------------------------------------------------ |
| В таблице перечислены результаты всех Гран-при Формулы-1, в которых принимал участие гонщик. Строками таблицы являются сезоны, столбцами — этапы чемпионата мира. В каждой клетке указаны сокращённое название этапа и результат, дополнительно обозначенный цветом. Расшифровка обозначений и цветов представлена в нижеследующей таблице. |                                                                    |
| \| Пример \| Описание \| \| ------------ \| ------------------------------------------------------------------ \| \| 1 \| Победитель \| \| 2 \| Второе место \| \| 3 \| Третье место \| \| 5 \| Финишировал, заработав очки \| \| Сход \| Не финишировал, но при этом заработал очки \| \| 12 \| Финишировал, не получив очков \| \| НКЛ \| Финишировал, но не попал в финальную классификацию \| \| 15 \| Участвовал вне зачёта, либо по отдельной классификации \| \| 18 \| Не финишировал, но попал в финальную классификацию \| \| Сход \| Не финишировал \| \| НКВ \| Не прошёл квалификацию \| \| НПКВ \| Не прошёл предквалификацию \| \| ДСК \| Дисквалифицирован \| \| ИСК \| Исключён из протокола соревнований \| \| ТТ \| Заявлен для участия только в тренировках \| \| НС \| Участвовал в квалификации, но не стартовал в гонке \| \| Т \| Травмирован или болен \| \| ОТК \| Отказ от участия \| \| НТР \| Прибыл на соревнования, но на трассу не выезжал \| \| НПР \| Был заявлен в числе участников, но не прибыл к началу соревнований \| \| О \| Соревнования отменены \| \| \| Не участвовал \| \| Поул-позиция \| \| \| Быстрый круг \| \| |                                                                    |
| Пример | Описание                                                           |
| 1 | Победитель                                                         |
| 2 | Второе место                                                       |
| 3 | Третье место                                                       |
| 5 | Финишировал, заработав очки                                        |
| Сход | Не финишировал, но при этом заработал очки                         |
| 12 | Финишировал, не получив очков                                      |
| НКЛ | Финишировал, но не попал в финальную классификацию                 |
| 15 | Участвовал вне зачёта, либо по отдельной классификации             |
| 18 | Не финишировал, но попал в финальную классификацию                 |
| Сход | Не финишировал                                                     |
| НКВ | Не прошёл квалификацию                                             |
| НПКВ | Не прошёл предквалификацию                                         |
| ДСК | Дисквалифицирован                                                  |
| ИСК | Исключён из протокола соревнований                                 |
| ТТ | Заявлен для участия только в тренировках                           |
| НС | Участвовал в квалификации, но не стартовал в гонке                 |
| Т | Травмирован или болен                                              |
| ОТК | Отказ от участия                                                   |
| НТР | Прибыл на соревнования, но на трассу не выезжал                    |
| НПР | Был заявлен в числе участников, но не прибыл к началу соревнований |
| О | Соревнования отменены                                              |
| | Не участвовал                                                      |
| Поул-позиция |                                                                    |
| Быстрый круг |                                                                    |

| Сезон | Команда  | Шасси       | Двигатель | Ш | 1   | 2   | 3   | 4   | 5       | 6       | 7        | 8   | 9   | 10  | 11  | 12  | 13  | 14  | 15  | Место | Очки |
| ----- | -------- | ----------- | --------- | - | --- | --- | --- | --- | ------- | ------- | -------- | --- | --- | --- | --- | --- | --- | --- | --- | ----- | ---- |
| 1979  | Kauhsen  | Kauhsen WK  | Cosworth  | G | АРГ | БРА | ЮАР | СШЗ | ИСП НКВ | БЕЛ НКВ |          |     |     |     |     |     |     |     |     | —     | 0    |
| 1979  | Merzario | Merzario A2 | Cosworth  | G |     |     |     |     |         |         | МОН НПКВ | ФРА | ВЕЛ | ГЕР | АВТ | НИД | ИТА | КАН | США | —     | 0    |